# 中投交流道
中投交流道為臺灣國道三號與台63線的交流道，位於臺灣台中市霧峰區五福里與四德里交界處，國道三號指標為209k，台63線指標為7k，台63線須透過側車道及迴轉道才能銜接國道三號或市道127號。可藉由此交流道前往九二一地震教育園區。
|      | 209 中投  | 南下             |                  | 大里            |
| 北上 | 209 中投  | 台中 大里        |                  |                 |
|      | 出口 中投 | 霧峰 中投交流道  | 霧峰 中投交流道  | 霧峰 中投交流道 |
| 北上 | 出口 中投 | 立法院中部辦公室 | 立法院中部辦公室 |                 |

## 外部連結
- 國道三號中投交流道示意圖 （页面存档备份，存于）（交通部高速公路局）